# Els Pallaresos
Els Pallaresos est une commune de la province de Tarragone, en Catalogne, en Espagne, de la comarque de Tarragonès.